# Maxtel
Maxtel était un des acteurs du développement du Wimax en France. Ce dernier s'était initialement vu attribuer en 2006 un nombre important de licences Wimax (13 au total) ; cependant Maxtel a décidé en juin 2007 de céder 11 de ses 13 licences au profit de la société Altistream (celles pour les régions Alsace, Auvergne, Basse-Normandie, Bourgogne, Centre-Val de Loire, Champagne-Ardenne, Haute-Normandie, Lorraine, Midi-Pyrénées, Nord-Pas-de-Calais et Pays de la Loire) , ne conservant donc que des licences pour les régions Franche-Comté et Rhône-Alpes
,.